# Lori Cardille
Lori Cardille (* 15. Juli 1954 in Pittsburgh, Pennsylvania) ist eine US-amerikanische Schauspielerin.

## Leben und Karriere
Cardille, deren Vater Bill in Die Nacht der lebenden Toten zu sehen war, studierte Schauspiel an der Carnegie Mellon University. Seit 1975 trat sie als Schauspielerin in Film und Fernsehen in Erscheinung. In der Seifenoper The Edge of the Night spielte sie die Rolle der Winter Austen und in Ryan’s Hope, einer weiteren Seifenoper, stellte sie Carol Baker dar. Ihre bekannteste war die der Sarah, die sie im Horrorfilm Zombie 2 (1985) darstellte. Für diese Rolle wurde sie auf Sitges Festival Internacional de Cinema Fantàstic de Catalunya als beste Darstellerin ausgezeichnet.

## Privates
Cardille hat eine Schwester namens Marea. Ihre Tochter Kate Rogal ist ebenfalls als Schauspielerin tätig.

## Filmografie
- 1978: The Edge of Night (Fernsehserie, 1 Episode)
- 1982: Ryan’s Hope (Fernsehserie, 1 Episode)
- 1982: Parole (Fernsehfilm)
- 1985: Zombie 2 (Day of the Dead)
- 1985: Der Equalizer (The Equalizer, Fernsehserie, 1 Episode)
- 1986: Geschichten aus der Schattenwelt (Tales from the Darkside, Fernsehserie, 1 Episode)
- 1991: Die Rache der Mafia
- 1994: No Pets
- 2011: Lightweight (Kurzfilm)
- 2015: Milkman (Kurzfilm)
- 2016: Doomsday (Fernsehserie, 1 Episode)
- 2016: Help Me First (Kurzfilm)
- 2019: The Last Call (Kurzfilm)
- 2021: Iron City Asskickers (Kurzfilm)